# Astyanax validus
Astyanax validus är en fiskart som beskrevs av Géry, Planquette och Le Bail, 1991. Astyanax validus ingår i släktet Astyanax och familjen Characidae. Inga underarter finns listade.